# Boogie Chillen'
Pour les articles homonymes, voir Boogie et Children (homonymie).
Clip vidéo
[vidéo] « Boogie Chillen - John Lee Hooker (1948) », sur YouTube
[vidéo] « Boogie Chillen n°2 - John Lee Hooker & Canned Heat (1950) », sur YouTube
[vidéo] « Boom Boom - John Lee Hooker (1962) », sur YouTube
[vidéo] « Green Onions - Booker T & the MG's (1962) », sur YouTube
[vidéo] « On The Road Again - Canned Heat (1967) », sur YouTube
[vidéo] « La Grange - ZZ Top (Live From Daryl's House) », sur YouTube
Boogie Chillen' (Boogie Children, Enfant du Boogie, en argot du sud des États-Unis) est un standard du blues-blues électrique-boogie-woogie-rhythm and blues, du bluesman auteur-compositeur-interprète-guitariste américain John Lee Hooker (1917-2001) enregistré en single 78 tours le 3 septembre 1948 à Détroit (Michigan). Ce premier enregistrement solo emblématique et influent de sa carrière, inspire entre autres la série de blues rock emblématique américain Boogie Chillen' n°2 (1950) et Boom Boom du même auteur (1962), Green Onions (1962), On the Road Again (1967), et La Grange de ZZ Top (1973)... et est intronisé Grammy Hall of Fame Award, Classic of Blues Recording du Blues Hall of Fame, Rock and Roll Hall of Fame, et Registre national des enregistrements du Congrès des États-Unis.

## Histoire
John Lee Hooker (âgé de 26 ans) s'installe à Détroit en 1943, pendant la Seconde Guerre mondiale, ou il trouve un emploi de concierge dans les usines de fabrication de matériel de guerre Ford. Il joue du blues de son Mississippi natal le soir dans les clubs de musique de nuit de Hastings Street, en particulier au « Henry's Swing Club ».    

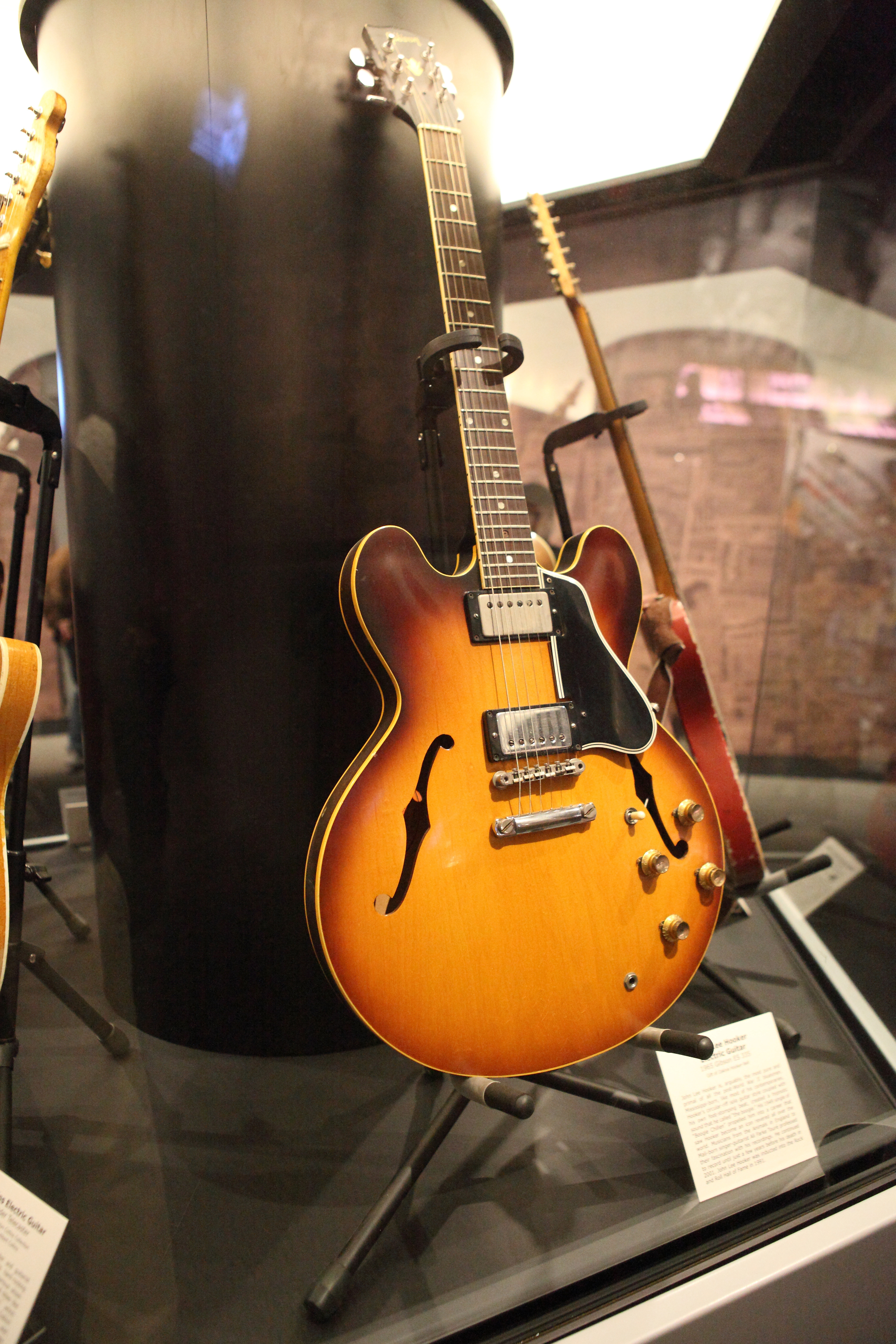
Guitare électrique Gibson ES-335 de John Lee Hooker au Rock and Roll Hall of Fame de Cleveland

Hooker raconte que cette composition lui vient du delta blues du Mississippi que son beau-père Will Moore lui a appris alors qu'il était encore adolescent, et que ce dernier jouait alors une chanson avec ce rythme là, restée gravée dans sa mémoire. Le riff de ce nouveau style de blues parlé, accompagné à la guitare électrique amplifiée de l'époque, est un style rudimentaire, très proche de la parole, qui deviendra sa signature acoustique et marque de fabrique, inspiré du delta blues, blues électrique, boogie-woogie, country blues, et shuffle du Mississippi, avec des paroles parlées et chantées, accompagnées avec sa guitare électrique amplifiée (une des premières de l'époque) et du martèlement également amplifié de son pied sur le sol. Il interprète ses chansons dans des clubs de musique de Détroit, enregistre quelques premiers disques prototypes d'essais (dont ce titre) le 12 juin 1948 chez un disquaire local, puis réalise ses premiers enregistrements studio le 3 septembre 1948 chez United Sound Systems (en) de Détroit, avec ce titre (en trois prises) accompagné d'une dizaine d'autres titres, dont Sally Mae, Highway Blues, ou Wednesday Evening Blues... 
Ce single (avec Sally Mae, en face B) sorti le 3 novembre 1948, est vendu à près d'un million d'exemplaires, ultra diffusé sur toutes les radios américaines et juke-box des États-Unis, n°1 des charts Billboard Rhythm & Blues américain de février 1949. L'important succès commercial national et international de ce titre permet à Hooker d'abandonner son travail à l'usine pour consacrer le restant de sa vie à sa carrière musicale. Ce premier succès majeur emblématique de blues électrique amplifié de sa carrière (réédité avec succès en une 20e de versions avec le temps, dont sa version Boogie Chillen' n°2 de 1950, ou son adaptation mythique Boom Boom de 1961, jouées en concert avec de nombreux invités de prestige, dont Eric Clapton, Keith Richards et Ronnie Wood des Rolling Stones...) a une influence majeure sur le monde du blues, du rhythm and blues, sur les débuts du rock 'n' roll de l'époque, et inspire des milliers de titres ultérieurs... Hooker s'installe à San Francisco en Californie à la fin de sa vie, où il crée un club de blues baptisé « Boom Boom Room » du nom de son succès le plus emblématique (inspiré de ce premier succès). 

## Reconnaissance et postérité
Boogie Chillen a reçu un Grammy Hall of Fame Award et est intronisée en 1985 au Blues Hall of Fame de la Blues Foundation en tant qu'« enregistrement classique du blues ». Elle figure au Registre national des enregistrements de la Bibliothèque du Congrès des États-Unis et entre, en 1995, dans la liste des « 500 chansons qui ont façonné le rock and roll » (500 Songs That Shaped Rock and Roll) du Rock and Roll Hall of Fame.

## Reprises et adaptations
Ce standard du blues emblématique est repris est adapté en Boogie Chillen' n°2 (1950) et Boom Boom du même auteur (1962), Green Onions (Les Oignons Verts, 1962), On the Road Again, de Canned Heat (1967), Spirit in the Sky, de Norman Greenbaum (1969), La Grange de ZZ Top (1973)...

## Au cinéma
- 1980 : Les Blues Brothers, de John Landis (interprétée en live par John Lee Hooker, avec Boom Boom[7])